# كريستيان (لاعب كرة قدم)
كريستيان هو لاعب كرة قدم برازيلي في مركز الوسط، ولد في 1995 في São João del-Rei ‏ في البرازيل. لعب مع نادي أمريكا.

## وصلات خارجية
- كريستيان (لاعب كرة قدم) على موقع قاعدة بيانات كرة القدم.إي يو (الإنجليزية)
- كريستيان (لاعب كرة قدم) على موقع Soccerway.com (الإنجليزية)